# Mörttjärnen (Silleruds socken, Värmland, 658040-130484)
Mörttjärnen är en sjö i Årjängs kommun i Värmland och ingår i Göta älvs huvudavrinningsområde.